# Can Vegetalí
Can Vegetalí és una obra del municipi d'Alella protegida com a bé cultural d'interès local.

## Descripció
Edifici civil. Casa de planta baixa i dos pisos, coberta per una teulada de dos vessants. Exteriorment destaca pels elements neoclàssics que empra, encara que no de tipus constructiu, sinó decoratiu; utilitza balustrades als balcons i a les terrasses dels cossos laterals, i columnes jòniques al pis superior, que suporten un arquitrau que recorre tota la planta, i amb tot, l'efecte resulta anticlàssic, eclèctic, i poc lleuger -efecte especialment agreujat per la teulada afegida-. L'ampli jardí es troba envoltat per una gran balustrada i hídries decoratives típicament neoclàssiques, així com alguns templets formats per una cúpula de mitja taronja suportada per quatre columnes jòniques i un gran arquitrau corregut. Estan recobertes amb mosaic igual que el que decora la cornisa de l'edifici. L'interior és molt luxós, amb alguns sostres de guix daurat.

## Història
La construcció fou realitzada a inicis dels anys vint. La teulada primitiva fou enderrocada després de la guerra civil.